# Schaarsbergen
Schaarsbergen est un village appartenant à la commune néerlandaise d'Arnhem. En 2004, le village comptait 270 habitants.
La commune d'Arnhem donne la dénomination de Schaarsbergen également à un de ses quartiers septentrionaux : ce quartier, qui comprend également le village et le quartier de Bakenberg compte 1 839 habitants.